# Blüemlisalpfirn
Der Blüemlisalpfirn ist ein Gletscher im Talschluss des Isentals auf dem Boden der Gemeinde Isenthal im Kanton Uri in der Schweiz.
Der ca. 2 km lange und maximal 1 km breite Gletscher bedeckt eine Fläche von etwa zwei Quadratkilometern und liegt an den Nordhängen des Brunnistocks und des Blackenstocks in den Urner Alpen. Dies macht ihn zum grössten Gletscher des Isentals und der Urner Alpen nördlich des Surenenpasses. In der Nähe seiner Gletscherzunge, die bis auf ca. 2300 m ü. M. hinunterreicht, liegt die Gitschenhörelihütte, welche oft für Hochtouren in der Umgebung benutzt wird. Der Gletscher wird durch den Isentalerbach entwässert.
Der Blüemlisalpfirn liegt weit entfernt vom Bergmassiv Blüemlisalp im Berner Oberland.